# Ahmed Laraki

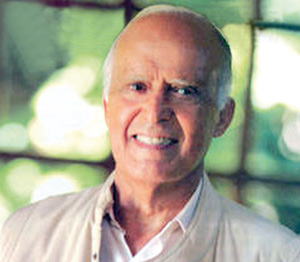
Ahmed Laraki

Ahmed Laraki (arabisch أحمد العراقي, DMG Aḥmad al-ʿArāqī; * 15. Oktober 1931 in Casablanca; † 2. November 2020 ebenda) war ein marokkanischer Politiker. Er war Premier- und Außenminister Marokkos.
Der studierte Mediziner und Arzt Laraki wurde 1967 zum Außenminister Marokkos ernannt. Vom 6. Oktober 1969 bis zum 6. August 1971 war er ebenfalls der marokkanische Premierminister. 1971 endete auch seine erste Amtszeit als Außenminister; ein zweites Mal wurde Laraki 1974 Außenminister und blieb es bis 1977.